# China Tobacco

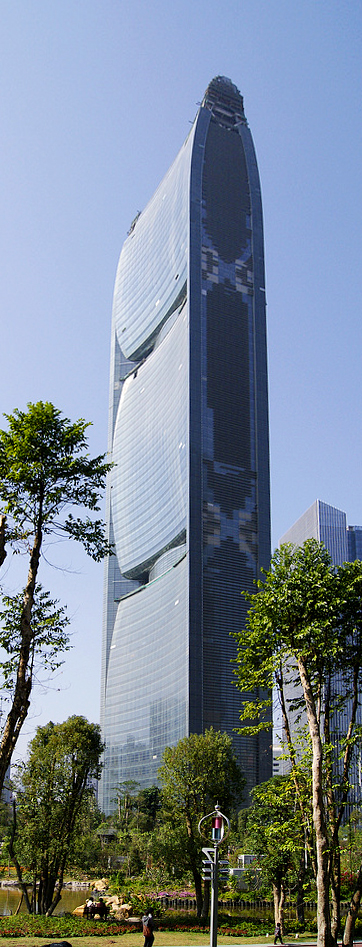
Перл Ривер Тауэр, новый офис в Гуанчжоу

Китайская национальная табачная корпорация или China Tobacco — китайская государственная компания по производству табачных изделий. Компания пользуется фактической монополией в Китае, на которую приходится примерно 40 % от мирового объёма потребления сигарет, и по уровню доходов является крупнейшим в мире производителем табачных изделий.
В рамках системы одного учреждения, двух названий так же именуется «Государственной администрацией табачной монополии», в то время как Министерство финансов Китайской Народной Республики выступает в качестве акционера.

## Организация
Хотя и являясь национальным гигантом с 98 % отечественного рынка, организация теряет позиции. Табачная Корпорация заключает контракты с более малыми, местными фабрикам. В свою очередь эти фабрики выполняют заказы и распространяют табачные изделия в Китае. Более мелкие местные фабрики платят своего рода налог Китайской Табачной корпорации, но сохраняют большую часть своей прибыли. В свою очередь, розничные дистрибьюторы покупают сигареты у табачной корпорации, и прибыль, которую она реализует от этих продаж, облагается налогом государственной Администрацией табачной монополии.

## Регулирование
Китайская Национальная Табачная Корпорация находится под юрисдикцией государственной администрации табачной монополии (также основанной в 1982 году); эта организация отвечает за предоставление табачной монополии в Китае. В это же время, Китайская Национальная Табачная Корпорация является корпоративным органом, ответственным за маркетинг, производство, распределение и продажу табачных изделий.
Реклама табака в Китае запрещена в печатных изданиях, на радио и телевидении, и даже наружная реклама требует предварительного одобрения, если она не находится в одной из почти 100 местных юрисдикций, где запрещена реклама табачных изделий на открытом воздухе. Эти ограничения заставили Китайскую Администрацию разработать стратегию, которая существовала к 60-м и 70-м годам в Соединенных Штатах, стратегия называется «девушки с сигаретами», привлекательные женщины, одетые в фирменные логотипы, раздающие образцы, зажигалки и рекламные материалы перед клубами и барами. Другая форма обхода печать наружной рекламы с использованием другого лейбла. Например, упомянутый бренд Hongtashan недавно опубликовал свои новые рекламные объявления на тему скалолазания через Альпинистский клуб Hongtashan.
Китайская Национальная табачная корпорация может также рассчитывать на анти-табачное лобби, которое в настоящее время медленно, но разрастается. В последние годы увеличилось количество законодательных проектов, запрещающих курение во многих общественных местах. Китайская пресса также не молчит: все более распространенными стали многочисленные статьи редакторов, критикующие курение за все, начиная от вреда здоровью и заканчивая загрязнением окружающей среды.

## История

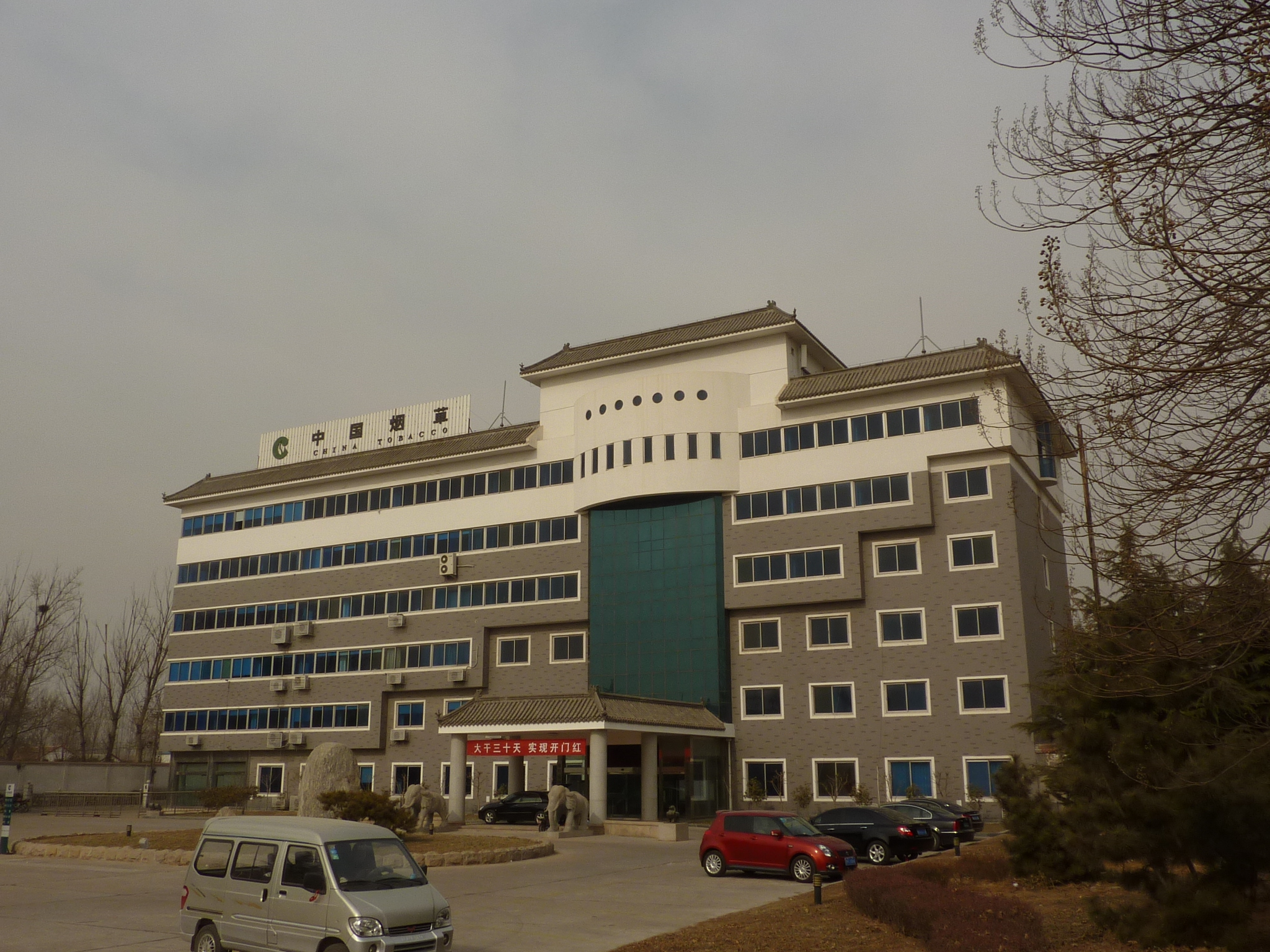
Офис Китайской табачной корпорации в Qufu, Shandong

Одной из основных целей китайской табачной промышленности и Государственной Администрации табачной монополии является модернизация. Ещё в 1980-х годах независимые табачные фабрики Китая использовали устаревшее оборудование, некоторые процессы в производстве осуществлялись даже вручную. Для достижения модернизации Государственная Администрация табачной монополии позволила небольшому числу иностранных компаний въехать в страну в обмен на современное оборудование. Хотя сделки в целом благоприятно сказались для Китая, но это также позволило иностранным компаниям получить двусторонние связи внутри Китая на высоком уровне и внутри самой табачной монополии. Наличие иностранной конкуренции вызвало массовый спрос на оборудование для производства табака в 1990-х годах, который начал замедляться в то время. Тем не менее, крупные заводы в Китае сейчас осуществляют производство десятков тысяч сигарет в час.
В то же время, табак Китая консолидировал свою фабричную базу; в настоящее время, в Китае 130 сигаретных фабрик, а в 1997 году их было 180. Для достижения консолидации Табачная Корпорация планирует в ближайшем будущем сократить количество фабрик до 100. Это привело бы к повышению эффективности отрасли, обеспечивая расширение производства и ассортимента, что было невозможно раньше. В действительности, много брендов, изготавливаемых только одной или двумя региональными фабриками, были лицензированы для производства на большие предприятия, и стали, впоследствии, национальным успехом.

## Бренды
Табачная корпорация, как и многие другие табачные компании, производит множество брендов — более 900, самый большой из которых, Hongtashan (Красная пагода Хилл), составляет только 4 % от общего объёма продаж. Другим знаменитым брендом был Chunghwa, а также много других. Поэтому, сигареты качества типа D облагаются самыми высокими тарифами и в Китае, пока сигареты качества типа C приносят самую большую валовую прибыль. Однако, высокомарочные национальные бренды также существуют в Китае, хотя их сложно найти сельских районах без авторитетных розничных торговцев.
Тенденции на покупку сигарет не были снижены в Китая. В последние годы было выпущено несколько разновидностей сигарет, предназначенных для женщин (нарушение давнего табу). Распространение новых видов сигарет также пользуется популярностью в Китае: безфильтровые, фильтровые, зажигалки, ультра зажигалки, сотые и сто двадцатые доступны у различных брендов.
Иностранные бренды к сегодняшнему распространены в Китае, их внедрение связано с появлением в Китае табака и Государственной Администрации Табачной Монополии . Marlboro, 234, Camel, Kool, Lucky Strike, 555 и множество других брендов можно найти в крупных городах Китая. Однако, в то время как эти сигаретные бренды продаются как премиальные бренды за пределами Китая, в Китае эти сигареты производятся на местном уровне по лицензии от местного табака, и их качество обычно падает до середины диапазона (с некоторыми исключениями для сигарет, все ещё сделанных исключительно за пределами Китая, как Lucky Strikes и Marlboro). Иностранные продажи составляют только 3 процента китайского рынка, но по-прежнему составляет 51 миллиард сигарет в год.